# 全景动感电影院 (北京)
全景动感电影院，位于北京市西城区大栅栏街19号。

## 简介
该电影院的前身是小型戏院“同乐轩”，始建于1909年，因为圆明园内有座同乐园大戏楼，为免重名，不能叫同乐园，故只好叫做同乐轩。同乐轩位于大栅栏街中部路北的门框胡同里，只有七、八百个座位，无法演出大型京剧，故经常演出曲艺、杂技节目。
1938年，经过改建及更换设备，于同年10月14日重张，改称“同乐电影院”，首映的电影是《炭画大会》，票价“前排一角，后排二角”，自我宣传为“是平民的娱乐场所，是经济化的票价”。自此不再演戏。1950年代前半期，同乐电影院为私营企业，业主是陆秉权。1955年，实行公私合营，由人民政府接办。
1958年，北京市将北洋电影院、平安电影院、同乐电影院改为专门放映新闻电影纪录影片的电影院，即新闻电影院。北洋新闻影院的经理是钟皖璞，平安新闻影院的经理是赵振屯，同乐新闻影院的经理是王双来。从1958年到1970年，同乐一直是新闻电影院。
1986年2月22日，北京第一家球幕电影院正式开业，命名为“全景电影院”，是在门框胡同的同乐电影院的基础上建成，安装有美国彩色70毫米球幕，经理为梁国斌。此次是国家旅游局投资重建为三层楼，一半设为电影院，另一半经营服装。观众戴上特制眼镜，可体会到电影中的立体感。
2012年时，这家电影院已消失多年。在其旧址上是“天马宾馆”。